# Porrhomma terrestre
Porrhomma terrestre är en spindelart som först beskrevs av James Henry Emerton 1882.  Porrhomma terrestre ingår i släktet Porrhomma och familjen täckvävarspindlar. Inga underarter finns listade i Catalogue of Life.